# Коријев циклус
Коријев циклус или циклус млечне киселине јесте метаболички пут у ком се произведена млечна киселина (лактат) у мишићима преноси у јетру где се она преводи у глукозу при чему се та глукоза потом враћа у мишиће где се преводи назад у лактат. Овај метаболички циклус носи назив по супружницима Кори (Карл Фердинанд Кори, Герти Кори; енгл. Carl Ferdinand Cori, Gerty Cori), који су га открили.  
Код кичмењака глукоза највећим делом настаје у јетри. Може настајати и у бубрезима, премда у доста мањој количини. У јетри се глукоза добија од млечне киселине. Лактат настаје у мишићним ћелијама када потреба за молекулима АТП-а премаши количину кисеоника која стиже до мишићне ћелије. Она затим почиње са стварањем АТП-а посредством поступка млечнокиселинског врења чиме се добија млечна киселина. Ово омогућава регенерацију коензима NAD+ (никотинамид аденин динуклеотида) те се процес гликолизе може наставити. Млечна киселина потом из мишићних ћелија дифундује у циркулаторни систем којим долази до јетре и коју јетра преводи натраг у пирогрожђану киселину (пируват) и затим коначно у глукозу (путем процеса глуконеогенезе). Ова глукоза се враћа у крвоток одакле је поновно могу искористити мишићне ћелије.  У суштини, мишићи снабдевају јетру млечном киселином за производњу глукозе док јетра заузврат снабдева мишиће глукозом како би они могли да раде и у неповољним, анаеробним условима.